# Sonora (California)
Sonora è una località degli Stati Uniti d'America, capoluogo della contea di Tuolumne, nello Stato della California.